# DKW F4
De DKW F4 Meisterklasse is een kleine auto uit de compacte klasse die door de Duitse autoconstructeur DKW van 1934 tot 1935 geproduceerd werd als opvolger van de DKW F2 Meisterklasse 701. Het F4-model had een iets rondere en elegantere carrosserie dan zijn voorganger en was uitgerust met zogenaamde zelfmoordportieren.
De techniek bleef onveranderd: de 692 cc tweetakt-tweecilindermotor, die al in de DKW F2 Meisterklasse 701 gebruikt werd, leverde een maximaal vermogen van 15 kW (20 pk). Het motorvermogen werd via een handgeschakelde drieversnellingsbak, eveneens uit de F2, overgebracht naar de voorwielen.
De zelfdragende carrosserie bestond uit een houten skelet dat met kunstleer bekleed was. Verder beschikte de wagen over een subframe bestaande uit stalen langsliggers met U-profiel en een onafhankelijke wielophanging met dubbele dwarsgeplaatste bladveren. 
De F4 werd aangeboden als sedan of als cabriolet-sedan (een tweedeurs carrosserie met een stoffen vouwdak maar met vaste raamkozijnen aan de zijkant). Er werden ongeveer 7000 exemplaren gebouwd.
Hoewel de F4 Meisterklasse de F2 Meisterklasse verving, bleef de F2 Reichsklasse met kleinere motor in productie naast de F4. In 1935 werden beide modellen vervangen door de DKW F5 die van bij zijn introductie zou aangeboden worden in een 584 cc Reichsklasse- en een 692 cc Meisterklasse-versie.

## Fotogalerij

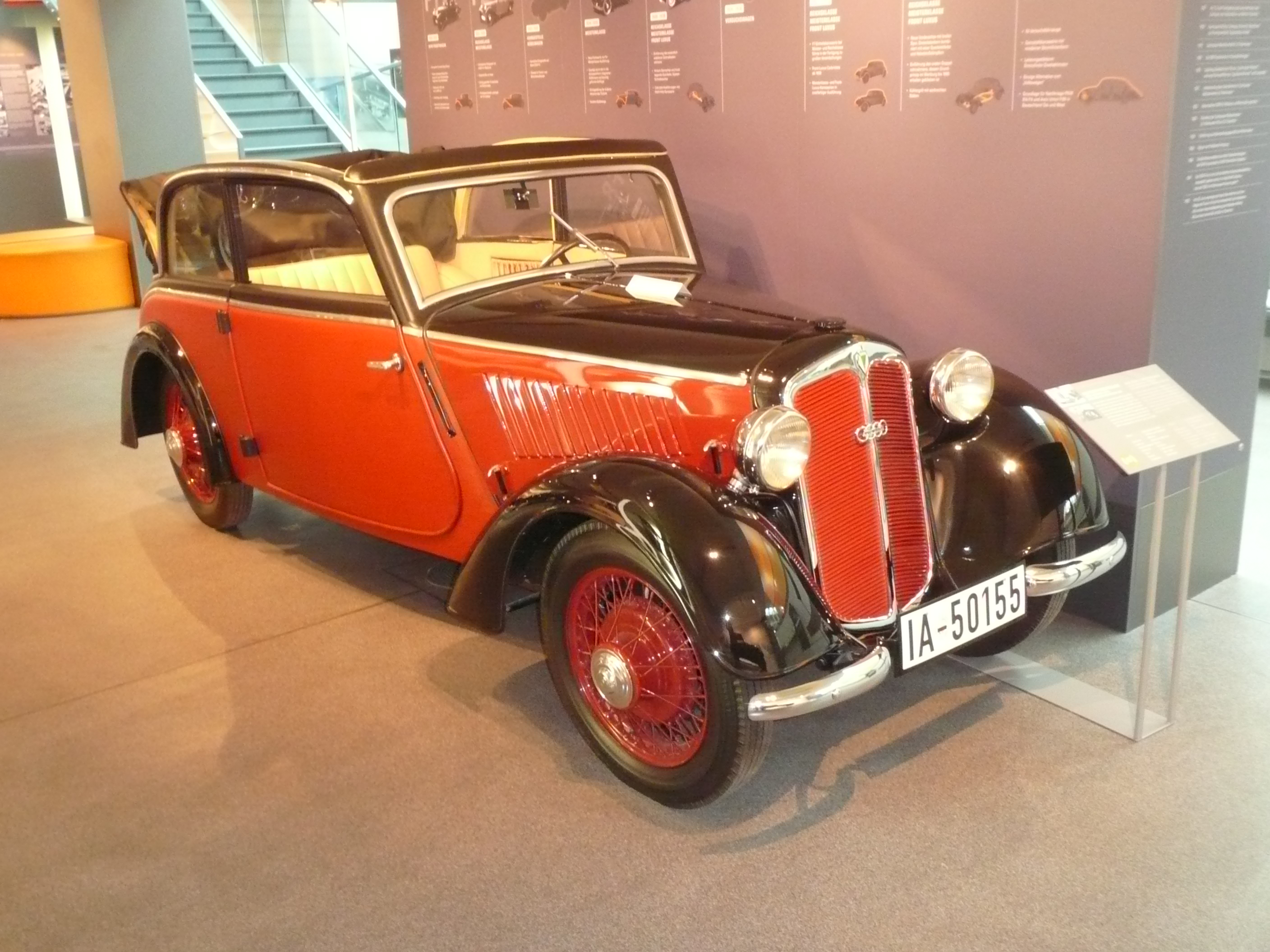
DKW F4 cabriolet-sedan
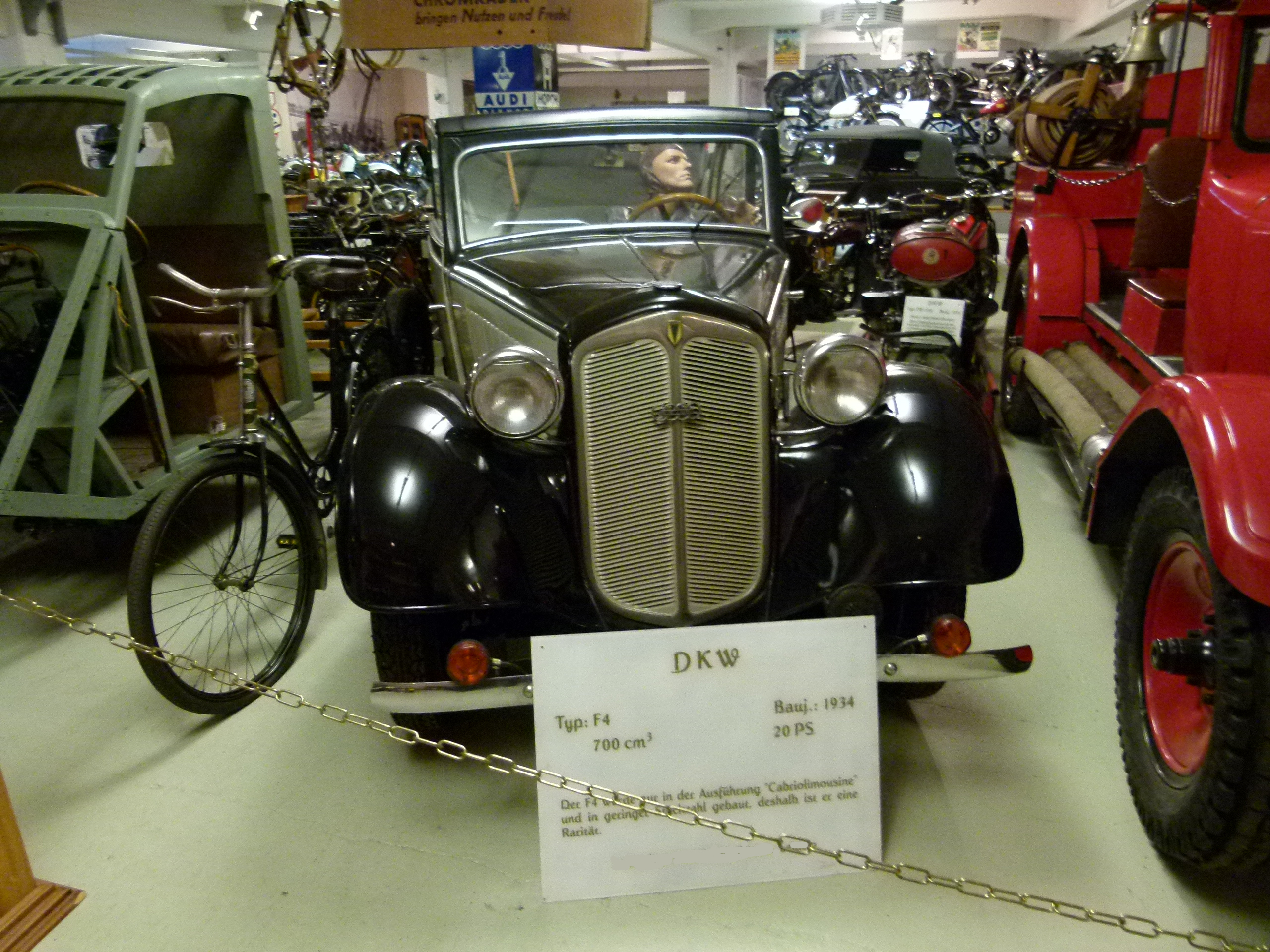
DKW F4 in het automuseum van Chemnitz

Modellen voor 1945:
Type P · 
4=8 (V 800/V 1000/Sonderklasse/Schwebeklasse) · 
F1 · 
F2 · 
F4 · 
F5 · 
F7 · 
F8 · 
F9 (prototype)
Modellen na 1945:
F10 · 
Meisterklasse (F89) · 
Sonderklasse (F91) · 
3=6 (F93/94) · 
Monza · 
Junior · 
F11/F12 · 
F102
Terrein- en bedrijfswagens:
Munga (F91/4) · 
DKW Schnellaster · 
DKW F 1000 L
Merknaam Auto Union:
1000 · 
1000 Sp
Afgeleide modellen:
IFA F8 · 
IFA F9 · 
Audi F103